# Горболіс Лариса Михайлівна
Горболіс Лариса Михайлівна (нар. 24 лютого 1970, с. Мала Ворожба Лебединського району Сумської області) — українська літературознавиця, педагог. Докторка філологічних наук, професорка (2007). 

## Життєпис
Народилася 24 лютого 1970 р. в с. Мала Ворожба Лебединського району Сумської області. 1987 року закінчила М.-Ворожбянську середню школу з золотою медаллю. 1987 р. вступила на філологічний факультет Сумського державного педагогічного інституту імені А. С. Макаренка. 1992—1995 рр. — навчання в аспірантурі Сумського державного педагогічного інституту імені А. С. Макаренка. 1995 р. захистила кандидатську дисертацію «Проблема національного характеру у творчості Г. Квітки-Основ'яненка».
З 1995 р. працювала на кафедрі української літератури  на посаді старшого викладача, а з 1998 р. — доцента кафедри. 2001—2004 рр. — навчання в докторантурі Київського національного університету ім. Тараса Шевченка. 2005 р. захистила докторську дисертацію «Художня парадигма моралі у прозі українських письменників кінця ХІХ — початку ХХ ст.».  2007 р. присвоєно звання професора.
2006—2008 рр. — декан філологічного факультету Сумського державного педагогічного університету імені А. С. Макаренка. 2008—2018 рр. — завідувач кафедри української літератури Сумського державного педагогічного університету імені А. С. Макаренка. З 2018 р. — професор кафедри української мови і літератури Сумського державного педагогічного університету імені А. С. Макаренка.

## Творчість і наукова діяльність
Член спецради у Національному педагогічному університеті імені М. П. Драгоманова (2015—2021 р.). Член комісії МОН з експертизи бюджетних тем 2012—2015 рр. (секція «Літературознавство. Мовознавство. Мистецтвознавство»). Член експертної ради з питань проведення експертизи дисертацій МОН України з філологічних наук та соціальних комунікацій (2015). Керівникк колективною  науковою темою «Інтерпретаційні можливості художнього тексту» (2013—2017 рр.);
Член редколегій фахових журналів «Текст. Контекст. Інтертекст» (2018).
Керівник колективних наукових тем  з державними реєстраціями «Теоретико-практичні аспекти інтерпретації тексту» (2011—2013 рр.), «Інтерпретаційні можливості художнього тексту» (2014—2017 рр.), "Літературознавчий аналіз тексту: концепції, коди, методи інтерпретації (з 2020 р.)
Авторка понад 200 праць літературознавчого спрямування, з теорії літератури та компаративістики.

## Нагороди, премії, звання
Нагороджена Почесною грамотою Міністерства освіти і науки України (2005), грамотою Національної академії педагогічних наук України (2017). Відмінник освіти (2015).

### Праці
- Горболіс Л. Тимотей Бордуляк. Історія української літератури: у 12-ти т. Т. 7. Кн. 1. Київ: Наукова думка, 2020. С. 476—489.
- Горболіс Л. Парадигма народнорелігійної моралі в прозі українських письменників кінця ХІХ — початку ХХ ст. Суми: Козацький вал, 2004. 200 с.
- Горболіс Л. Тимотей Бордуляк. Життя і творчість: навчальне видання. Тернопіль: Підручники і посібники, 2007. 128 с.
- Горболіс Л. Екологічна культура героїв у художньому потрактуванні українських письменників. Суми: Сум ДПУ ім. А. С. Макаренка, 2010. 132 с. (гриф МОН) https://library.sspu.edu.ua/wp-content/uploads/2018/04/8-4.pdf
- Горболіс Л. М. Чужина: коди інтерпретації: монографія. Суми: ВВП «Мрія», 2016. 176 с.
- Горболіс Л. Інтерпретаційне поле українського художнього тексту (кінець ХІХ — початок ХХ ст.). Вид. 2-ге, доп. Суми: ФОП Цьома С. П., 2016 208 с.
- Горболіс Л. Міжмистецькі контакти українського тексту: монографія. Суми: Вид-во СумДПУ імені А. С. Макаренка, 2021. 312 с. URL: http://repository.sspu.edu.ua/handle/123456789/9984
- Горболіс Л. Теорія літератури і методологічний дискурс : у 2 ч. Ч. 1. Суми: СумДПУ імені А. С. Макаренка, 2022. 249 с. URL: http://repository.sspu.edu.ua/handle/123456789/11679
- Горболіс Л. Теорія літератури і методологічний дискурс : у 2 ч. Ч. 2. Суми: СумДПУ імені А. С. Макаренка, 2022. 200 с. URL: http://repository.sspu.edu.ua/handle/123456789/11680
- Горболіс Л. Екокритика: методологічна інтеграція, взаємодія, інтерпретація: монографія / Л. М. Горболіс. – Суми : СумДПУ імені А. С. Макаренка, 2024. – 209 с. URL: https://repository.sspu.edu.ua/items/f4ae6e4e-4364-43fe-8ec3-f8e5792c0b07

### Про книги Л. Горболіс
1. Гузар З. Дослідження про українську класику. Українська мова та література. 2004. № 20. С. 47.
2. Вірченко Т. Україна — Батьківщина, а не територія. Синопсис: текст, контекст, медіа. 2016. № 2 (14). URL: https://journals.indexcopernicus.com/api/file/viewByFileId/990056.pdf
3. Гарачковська О. З Україною в серці. Літературний Чернігів. 2016. № 2/74. С. 176—177. URL: http://ukrainka.org.ua/files/literaturnyi-chernihiv,%202016-2.pdf
4. Бровко О. Інтермедіальне прочитання української літератури. Літературний процес: методологія, імена, тенденції: зб. наук. праць (філологічні науки). 2021. № 17. С. 82-83. URL: https://litp.kubg.edu.ua/index.php/journal/article/view/553/522
5. Штейнбук Ф. Інтермедіальна крипка в русі танцю. Вісник Харківського національного університету імені В. Н. Каразіна. Серія «Філологія». 2021. Вип. 29. С. 87-88. URL: https://periodicals.karazin.ua/philology/article/view/18126/16538
6. Кушнірук О. Інтермедіальні студії Лариси Горболіс. Музика. 2022. № 1-4. С. 74-75.